# Bonissima
La Bonissima è una cascina del comune di Castelnuovo Bocca d'Adda, posta ad oriente lungo le anse del fiume Po.

## Storia
La riva della Bonissima, così chiamata forse perché apprezzato punto di ristoro, costituiva nel medioevo una frazione di Monticelli d'Ongina prima che il fiume Po deviasse il suo corso spostandosi a sud, tagliando il territorio comunale e lasciando la Bonissima sulla sponda lombarda. Furono le guerre di successione del Settecento a comportare la modernizzare dei confini, aggregando l’abitato a Castelnuovo.